# Беляевка (Соль-Илецкий район)
Беляевка — село в Соль-Илецком городском округе Оренбургской области на территории бывшего Михайловского сельсовета Соль-Илецкого района.

## География
Находится на расстоянии примерно 49 километров по прямой на северо-восток от окружного центра города Соль-Илецк.

## Климат
Климат континентальный с холодной часто малоснежной зимой и жарким, сухим летом. Средняя зимняя температура −15,8 °C; Средняя летняя температура +21,2 °C. Абсолютный минимум температур — −44 °C. Абсолютный максимум температур +42 °C. Среднегодовое количество осадков составляет 320 мм.

## История
Село основано рядом с казачьим хутором Ханский (чуть севернее) на Курайла-Бердянской пограничной линии. Ориентировочные года основания — 1916—1917. Впервые упоминается в 1926 году как хутор (33 дв., 162 душ). В 1929 году в селе Беляевка был организован колхоз им. Калинина, который в 1957 году был объединён с колхозом «Совет». Крупное хозяйство назвали колхозом им. Калинина (центром колхоза стало село Михайловка, а колхоз в Беляевке был реорганизован в бригаду).

## Население
Постоянное население составляло 205 человек в 2002 году (42 % русские, 39 % казахи), 180 в 2010 году.